# 台湾の夜市一覧
本稿では、台湾の夜市の一部を所在地別に分類して列挙する。

## 台湾北部

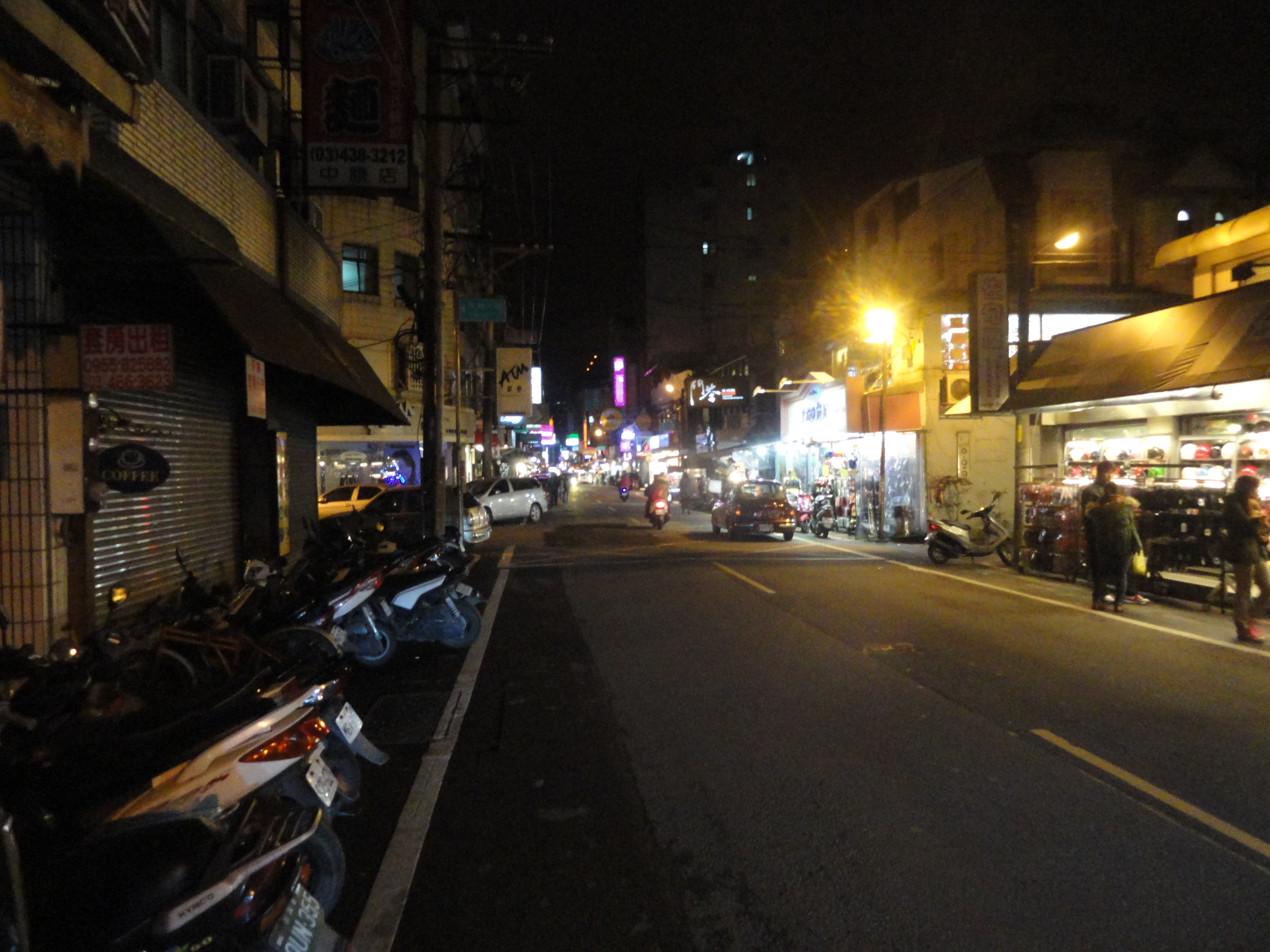
中原夜市

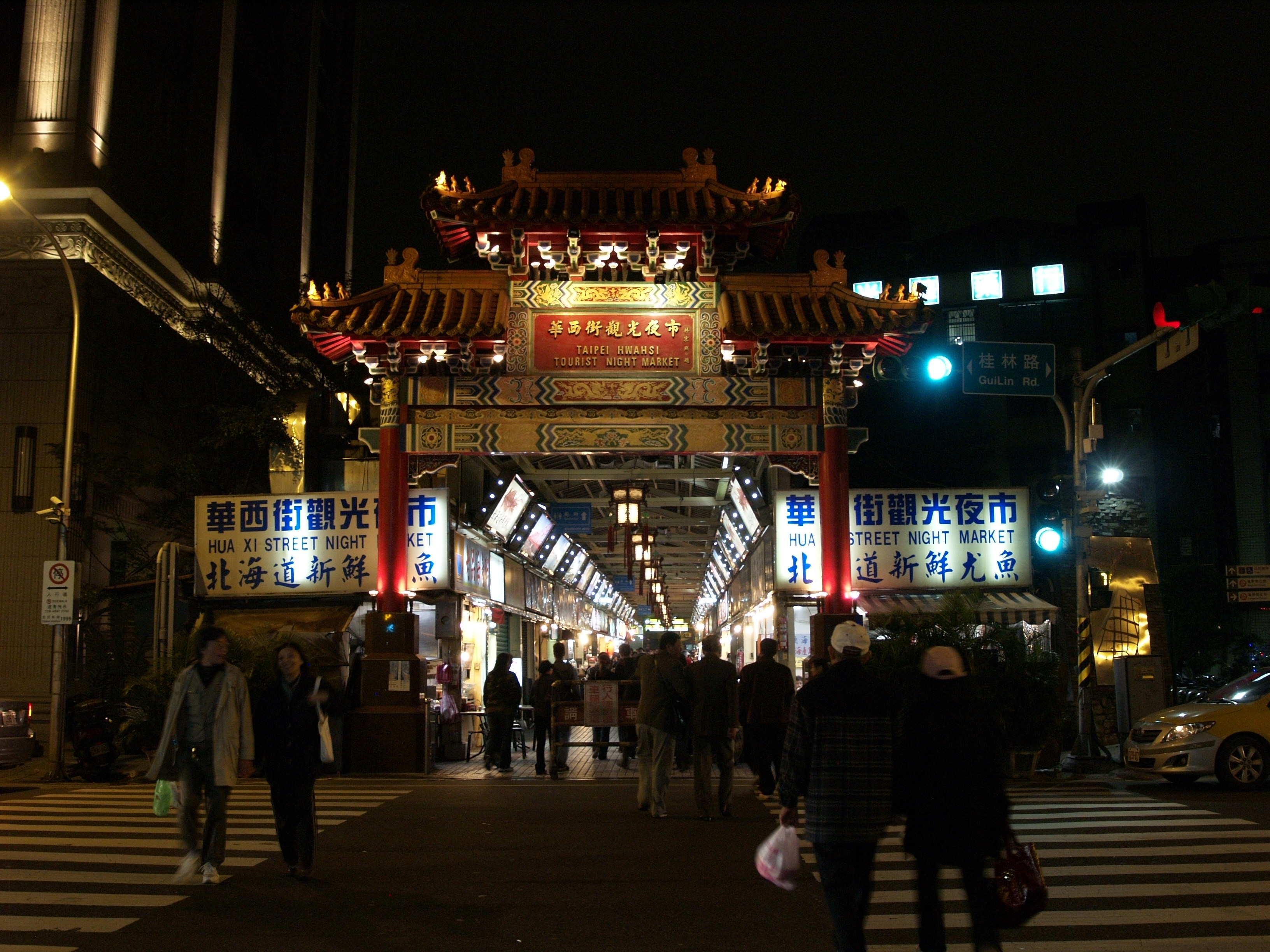
華西街観光夜市

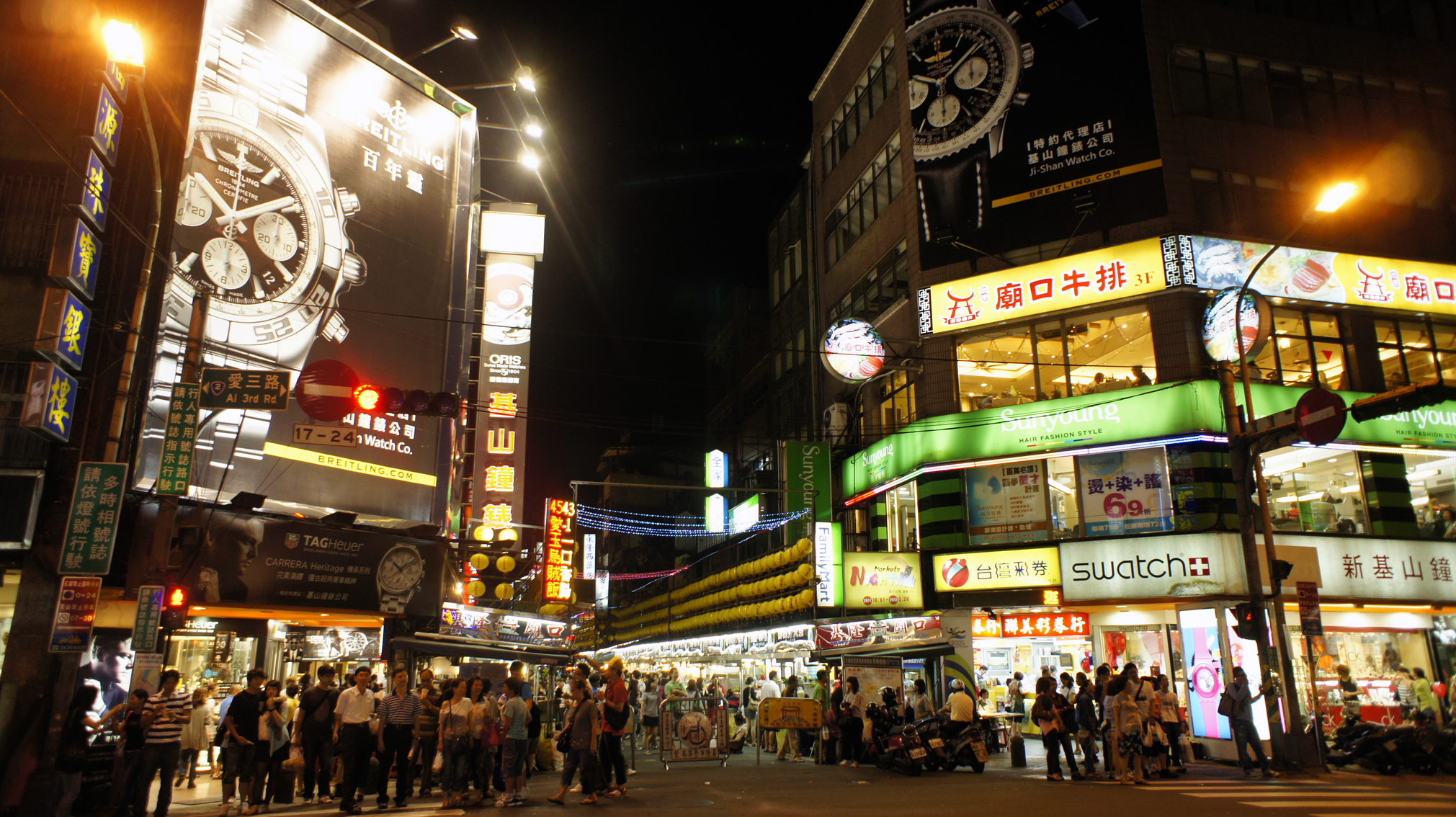
廟口夜市

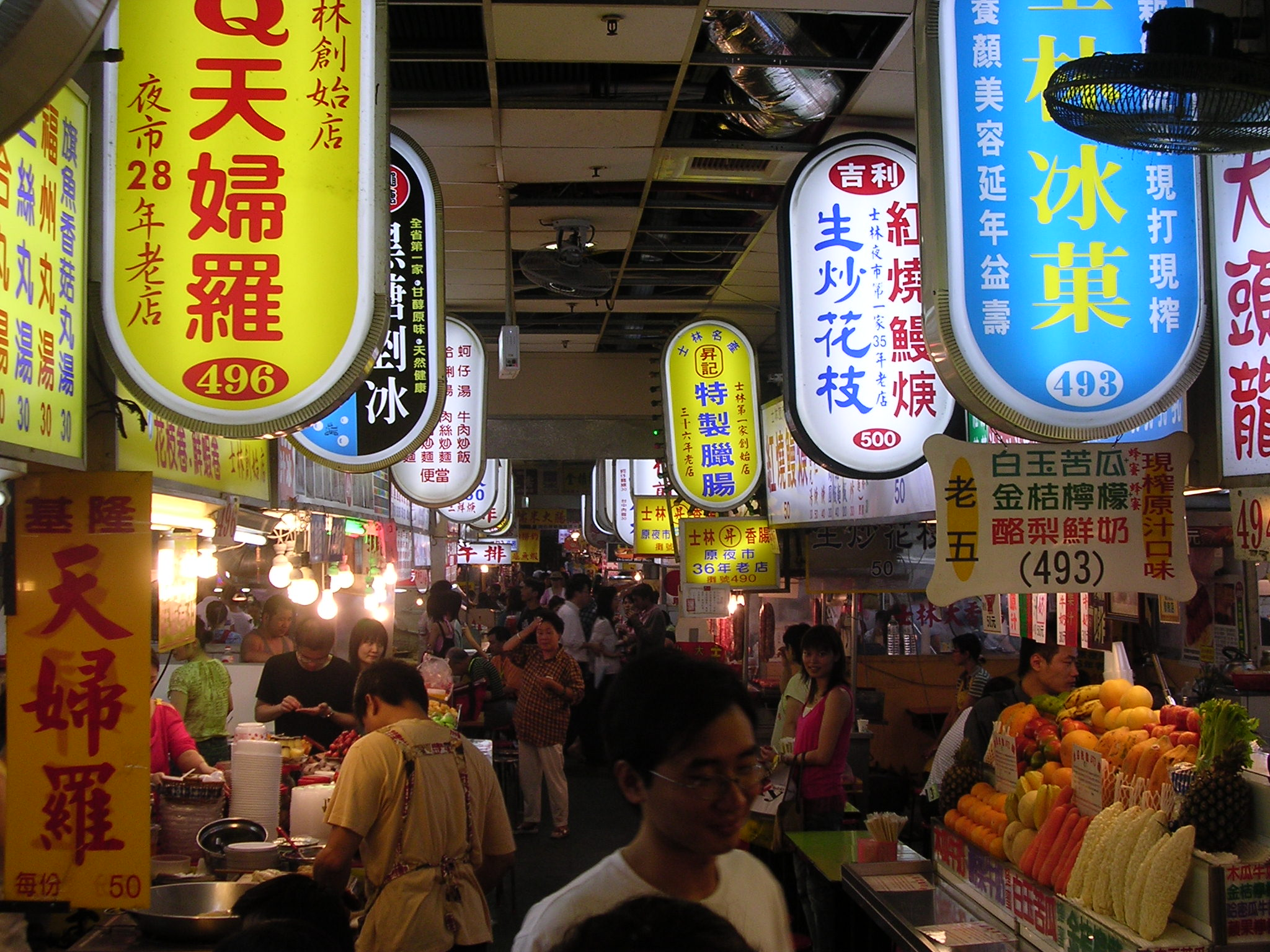
士林夜市

### 基隆市
- 廟口夜市（中国語版）（基隆市仁愛区）

### 台北市
- 大龍街夜市（台北市大同区）
- 公館夜市（中正区）
- 艋舺夜市（万華区）
  - 広州街夜市
  - 華西街観光夜市
  - 梧州街夜市
- 景美夜市（文山区）
- 遼寧街夜市（中山区）
- 林口街夜市（信義区）
- 南機場夜市（中正区）
- 寧夏路夜市（大同区）
- 饒河街観光夜市（松山区）
- 師大路夜市（大安区）
- 士林夜市（士林区）
- 石牌夜市（北投区）
- 雙城街夜市（中山区）
- 通化街夜市（大安区）
- 延三夜市（大同区）
- 737夜市（内湖区）

### 新北市
- 大同夜市（新北市三重区）
- 輔大夜市（泰山区）
- 楽華夜市（中国語版）（永和区）
- 蘆洲夜市（蘆洲区）
- 南雅夜市（板橋区）
- 三和夜市（中国語版）（三重区）
- 三峡夜市（三峡区）
- 三芝夜市（三芝区）
- 淡水夜市（淡水区）
- 興南夜市（中国語版）（中和区）
- 新荘夜市（新荘区）
- 中央夜市（三重区）

### 宜蘭県
- 羅東夜市（宜蘭県羅東鎮）
- 頭城夜市（頭城鎮）
- 宜蘭夜市（宜蘭市）

### 桃園市

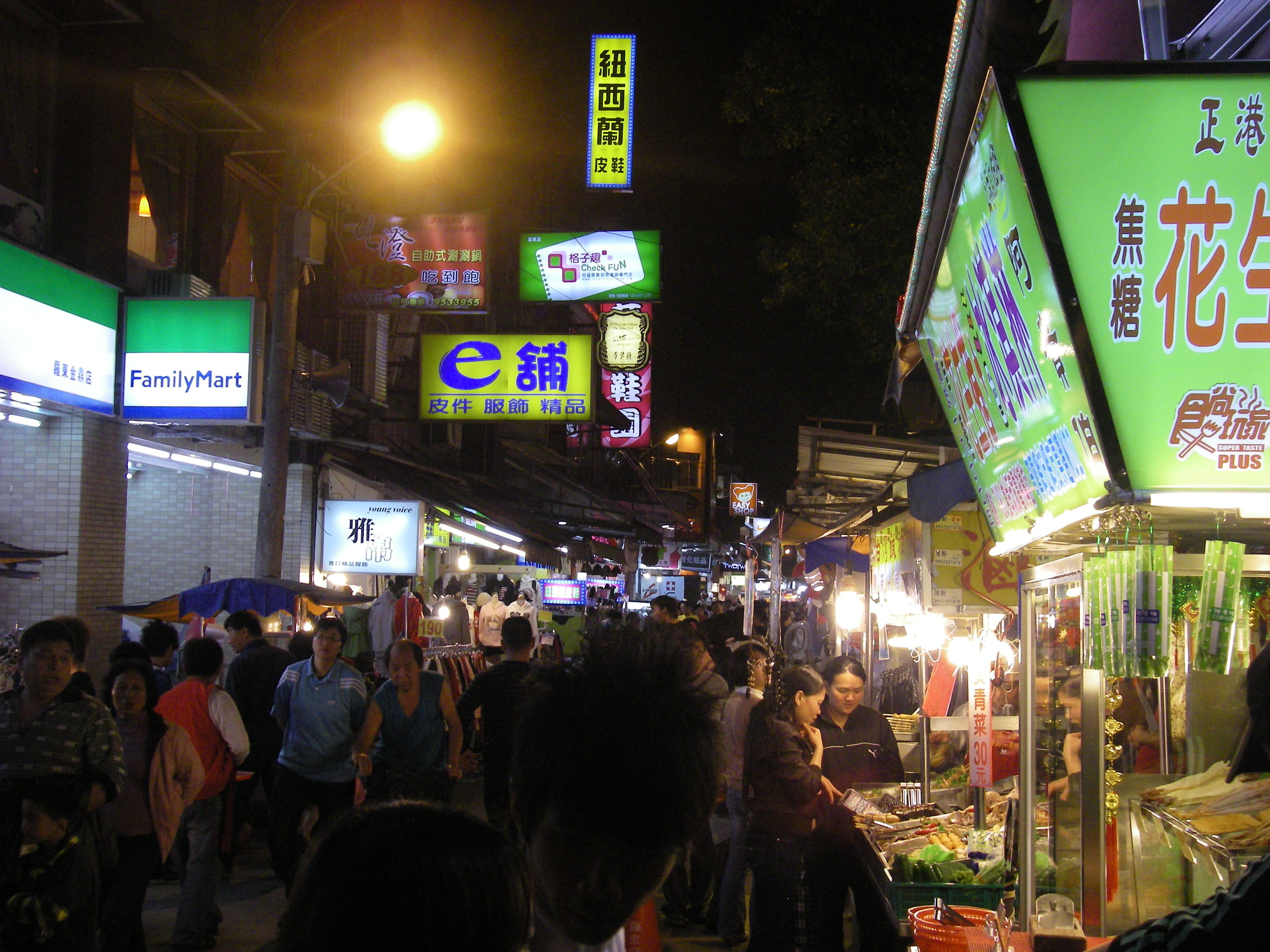
中原夜市

- 中原夜市（桃園市中壢区）
- 桃園観光夜市（桃園区）
- 中壢新明夜市（中壢区）

### 新竹市
- 城隍廟夜市（新竹市北区）
- 花園街夜市（東区）
- 清大夜市（東区）
- 中正台夜市

## 台湾中部

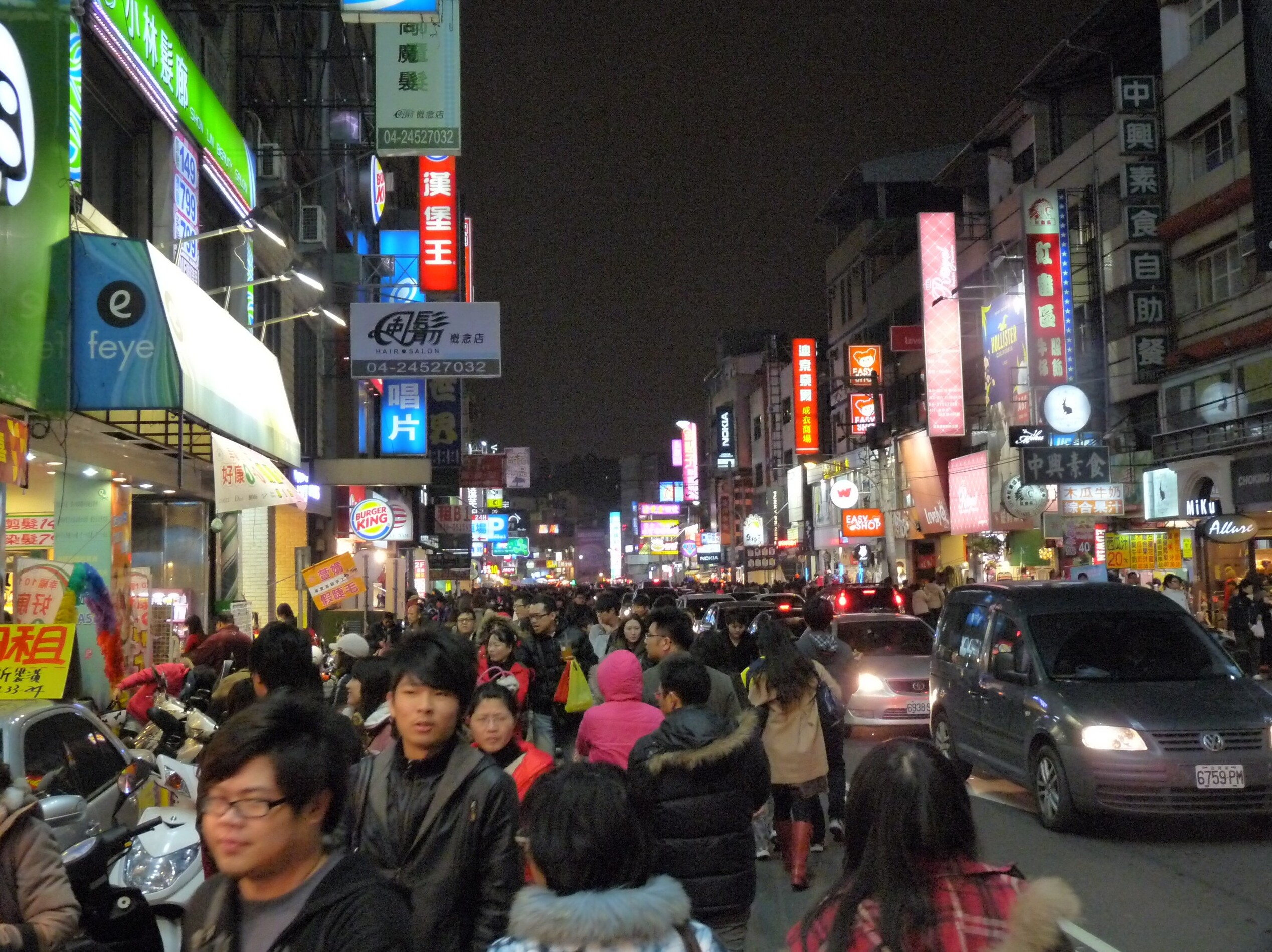
逢甲夜市

### 台中市
- 逢甲夜市（台中市西屯区）
- 豊原廟東夜市
- 東海夜市
- 一中街夜市
- 中華路夜市

### 彰化県
- 鹿港夜市
- 精誠夜市

### 南投県
- 草鞋墩人文観光夜市

## 台湾南部

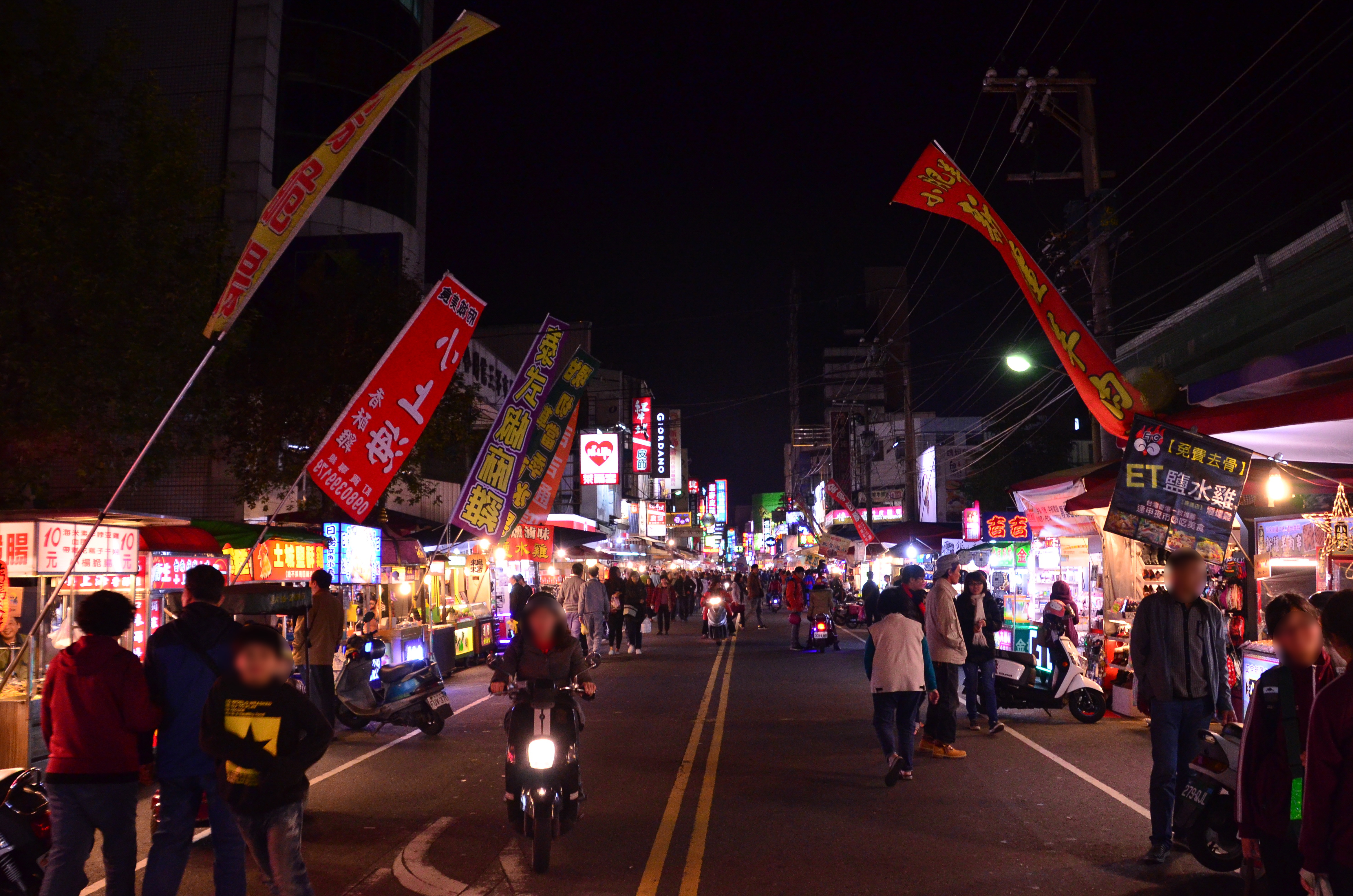
文化路夜市

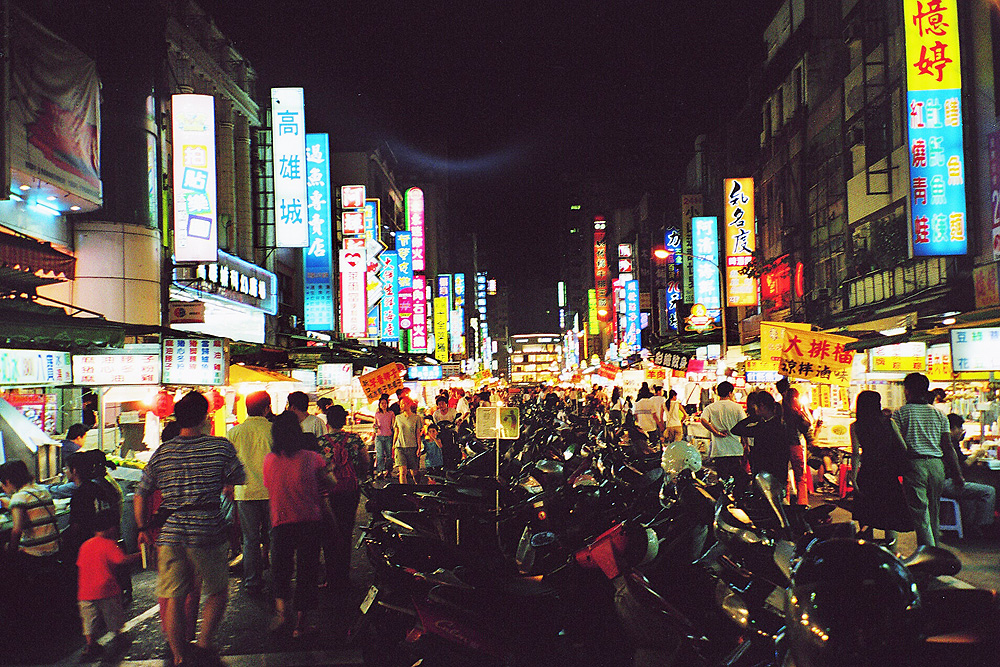
六合夜市

### 嘉義市
- 嘉楽福夜市
- 文化路夜市

### 台南市
曜日によって開催地が変わる、いわば「移動式夜市」で、有名屋台のなかにはそれぞれの夜市を渡り歩いて出店していることもある。
- 花園夜市（北区）
台南四大夜市の1つ。台北市の士林夜市にも匹敵する台湾最大級の夜市[1][2]。
- 大東夜市（中国語版）（東区）
台南四大夜市の1つ。花園夜市に次ぐ規模[1][2]。
- 武聖夜市（中西区）
台南四大夜市の1つ。1984年から始まった最も歴史ある夜市。ゲームの屋台や子供向けの大型遊具も充実している[1][2]。
- 小北成功夜市（中国語版）（北区）
台南四大夜市の1つ。1986年から始まった夜市。台南四大夜市のなかではこぢんまりとしている。500メートルほど離れて小北観光夜市（中国語版）という別の夜市も開催されている[1][2]。
- 復華夜市（永康区）

### 高雄市
- 新興夜市
- 凱旋夜市
- 六合夜市（高雄市新興区）
- 瑞豊夜市（左営区）
- 中華路観光夜市

### 屏東県
- 民族夜市
- 瑞光夜市

## 台湾東部

### 花蓮県
- 東大門夜市（花蓮県花蓮市）
- 南浜夜市（花蓮市）
- 自強夜市（花蓮市）

## 参照
- Night markets from Taoyuan County Government